# Quentovic
Quentovic was in de vroege middeleeuwen van de 7de tot de 9de eeuw een belangrijke handelshaven in het noorden van Frankrijk. De stad lag aan de monding van de Kwinte (Frans: Canche) in het huidige departement Pas-de-Calais. Het was met Dorestad een van de belangrijkste Frankische zeehavens in het noorden. Het was ook een belangrijke oversteekplaats over het Kanaal voor pelgrims vanuit de Britse eilanden.
De stad verdween geleidelijk tegen de 11de eeuw en liet weinig sporen na, maar onder meer uit belastingdocumenten en eigen munten bleek het bestaan van de verdwenen haven. 
Door het ontbreken van fysieke sporen was de locatie van Quentovic lang onduidelijk. Vaak werd vermoed dat Quentovic dezelfde stad was als Étaples (Nederlands: Stapel), of net op de andere oever van de Kwinte tegenover Étaples had gelegen. Archeologische vondsten in de jaren 1980 situeerden Quentovic uiteindelijk ten oosten van Étaples, op het grondgebied van de gemeente La Calotterie.